# Klincus – Die fantastische Welt von Frondosa
Klincus – Die fantastische Welt von Frondosa ist eine deutsche Animationsserie, welche am 9. November 2024 erstmals auf KiKA ausgestrahlt wurde.

## Handlung
In der industriellen Stadt Umghard lebt der Waisenjunge Klincus, der unter der Herrschaft des skrupellosen Industriellen Sir Graylock in einer Fabrik arbeiten muss.
Überzeugt davon, dass seine Eltern noch leben, nutzt Klincus das 100-jährige Jubiläum von Umghard zur Flucht.
Auf seiner Reise entdeckt er das verborgene Dorf Frondosa, bewohnt von den naturverbundenen Frondosianern.
Gemeinsam mit neuen Freunden wie Yuki, Glyn und Ailina stellt er sich Graylocks Plänen entgegen, die den Wald bedrohen.
Dabei lernt Klincus, dass ein Gleichgewicht zwischen Natur und Fortschritt möglich ist.

## Episodenliste
| Deutscher Titel                | Erstausstrahlungsdatum (DE) |
| ------------------------------ | --------------------------- |
| Flucht ins Ungewisse           | 9. November 2024            |
| Geheime Welt im Wald           | 10. November 2024           |
| Eine entscheidende Abstimmung  | 11. November 2024           |
| Eichhörnchen ohne Futtervorrat | 12. November 2024           |
| Die Mondblume                  | 13. November 2024           |
| Die Silberfüchsin              | 14. November 2024           |
| Drachentränen                  | 15. November 2024           |
| Beweisfotos                    | 17. November 2024           |
| Prinzessin Ailina              | 18. November 2024           |
| Rätselhafte Tunnelgräber       | 19. November 2024           |
| Feuer bei Nacht                | 20. November 2024           |
| Die Wächter von Frondosa       | 21. November 2024           |
| Graylocks geheime Tunnel       | 22. November 2024           |
| Einladung mit Hindernissen     | 23. November 2024           |
| Die verregnete Waldparty       | 24. November 2024           |
| Bereit zum Aufbruch?           | 25. November 2024           |
| Ailina auf Spurensuche         | 26. November 2024           |
| Die fliegende Prinzessin       | 27. November 2024           |
| Der wachsame Falke             | 28. November 2024           |
| Familiengeheimnisse            | 29. November 2024           |
| Adlige Begegnungen             | 30. November 2024           |
| Mit der Kraft des Windes       | 1. Dezember 2024            |
| Dunkle Wolken über Umghard     | 2. Dezember 2024            |
| Ablenkungsmanöver              | 3. Dezember 2024            |
| Im richtigen Moment            | 4. Dezember 2024            |
| Bevor es zu spät ist           | 5. Dezember 2024            |

## Synchronisation
Die Synchronisation übernahm die Splendid Synchron GmbH in Berlin
| Deutscher Sprecher | Charakter          |
| ------------------ | ------------------ |
| Oliver Szerkus     | Klincus            |
| Sven Plate         | Eichhörnchen Ryllo |
| Milena Rybiczka    | Glyn               |
| Axel Strothmann    | Graylock           |
| Nic Romm           | Herzog Mitteo      |
| Susanne Szell      | Herzogin Avida     |
| Samuel Zekarias    | Homnius            |
| Jan-Marten Block   | Humbert            |
| Christin Marquitan | Königin Geminia    |
| Svantje Wascher    | Mrs. Lobic         |
| Jonas Frenz        | Prinz Tipsar       |
| Valentina Bonalana | Prinzessin Ailina  |
| Christoph Banken   | Spinoza            |
| Clara Drews        | Yuki               |
| Rainer Fritzsche   | Zaid               |